# Monte de San Pedro

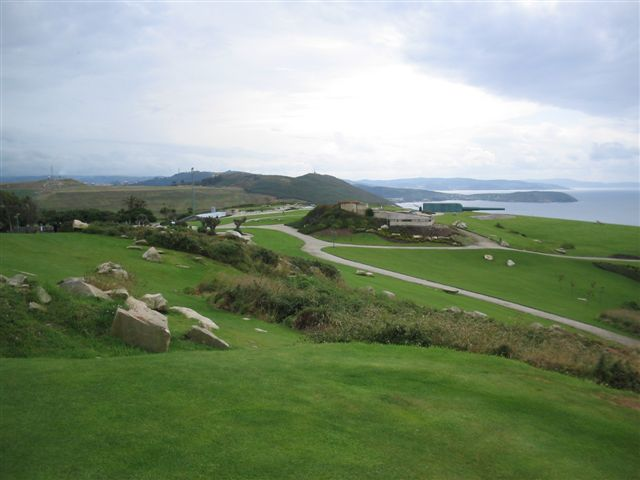
Parc del Monte de San Pedro

El Monte de San Pedro és un turó de la ciutat de la Corunya, situat a la vora del mar a la parròquia de Visma. Des de 1933 va albergar una bateria d'artilleria de l'exèrcit, però des del seu abandonament el 1996, el lloc s'ha convertit en un parc, tot i que es conserven elements de l'antiga instal·lació militar, com canyons antiaeris.
El parc es va inaugurar el 1999 i té una superfície de 78.339 m². Al parc hi ha un estanc, un laberint vegetal i el Centre d'interpretació de la bateria. També hi ha un mirador de 360° cobert anomenat Cúpula Atlántica, inaugurat el 2010. Al parc s'hi pot accedir mitjançant un ascensor panoràmic.
Al turó s'hi conserva una duna fòssil de 28.000 anys d'antiguitat. Separades per un canal d'un quilòmetre es troben les illes de San Pedro.